# 방패와 칼
방패와 칼(러시아어: Щит и меч, The Shield And The Sword)은 러시아(구 소련)에서 제작된 블라디미르 바소브 감독의 1968년 모험, 전쟁, 드라마 영화이다. 스타니슬라브 리우브신 등이 주연으로 출연하였다.

## 출연

### 주연
- 스타니슬라브 리우브신
- 블라디미르 바소브

### 조연
- 올레그 얀코브스키
- 후오자스 부드라이티스
- 알라 데미도봐
- 에른스트 게오르그 츠윌
- 이고르 야수로비치